# Olivia Lobato

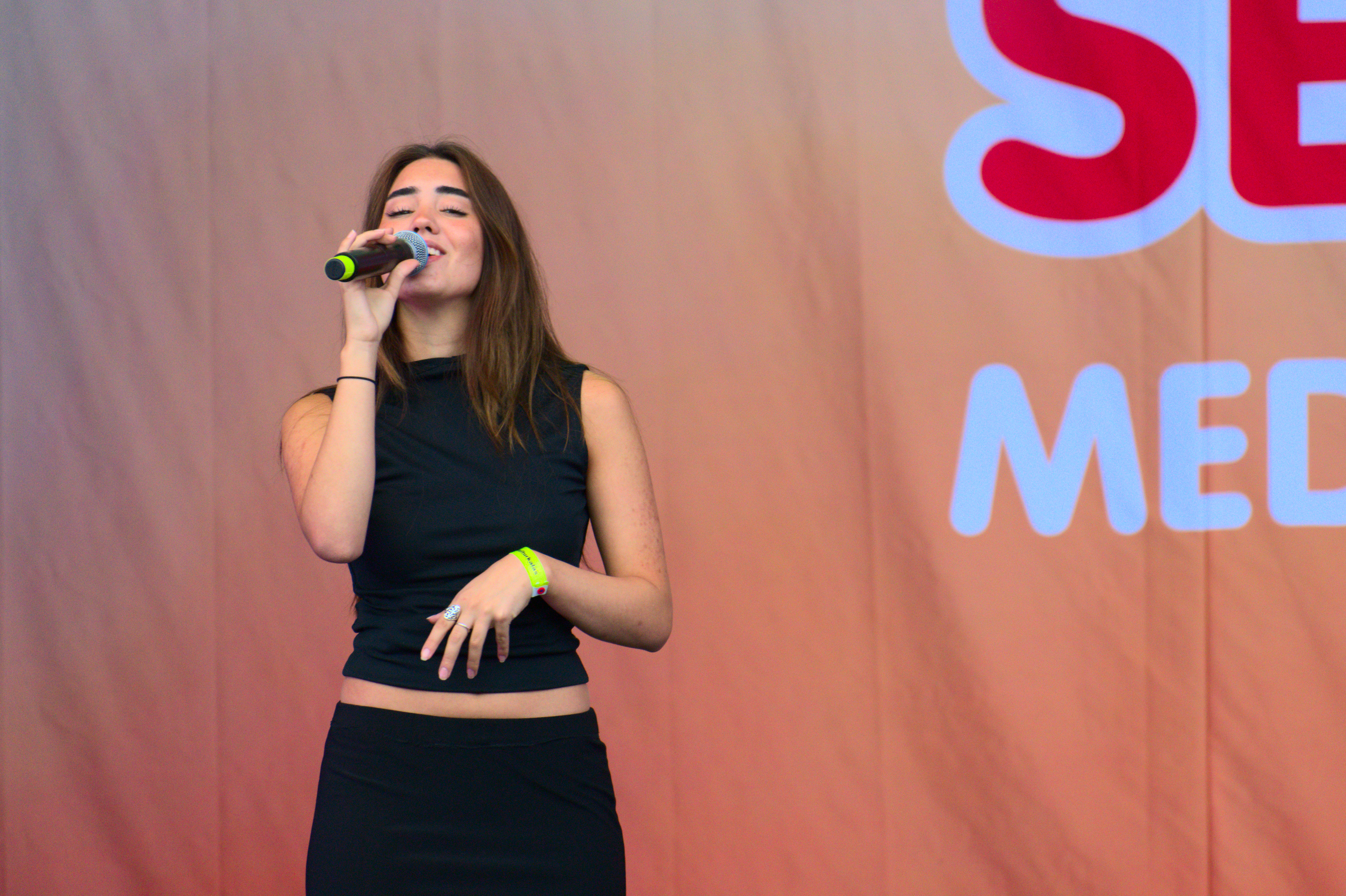
Olivia Lobato, 2024

Olivia Lobato Svensson (* 19. Februar 2004) ist eine schwedische Sängerin und Songwriterin.

## Leben
Lobato stammt aus dem Süden von Stockholm. Im Mai 2021 veröffentlichte sie das Lied Syrener, das sie in ihrer ersten Studiosession geschrieben hatte. Im Jahr 2022 begann sie, auf der Video-Plattform TikTok das Lied erneut zu bewerben, womit sich das Lied dort verstärkt verbreitete. Unter anderem wurde es vom norwegischen Sänger Ramón gecovert und auch in Norwegen bekannt. Syrener konnte sich in der Folge sowohl in Schweden als auch in Norwegen in den Singlecharts platzieren. Auch mit einer Akustikversion, die Lobato gemeinsam mit Ramón aufnahm, zog sie in die norwegischen Charts ein. In Schweden gelang ihr im selben Jahr mit dem Lied Haglar eine weitere Chartplatzierung.
Beim Musikpreis P3 Guld wurde Lobatos Lied Syrener als Lied des Jahres nominiert. Im Januar 2023 gab sie die EP Det mesta regnar bort, mit der sie sich in den schwedischen Albumcharts platzieren konnte, heraus. Beim schwedischen Musikpreis Grammis war sie im Jahr 2023 in der Newcomer-Kategorie nominiert. Im April 2025 veröffentlichte sie mit Kanske lika bra att vi lägger av när vi ligger bra ihr Debütalbum. Mit dem Lied Ekko, das in Zusammenarbeit mit der norwegischen Band Golfklubb entstand, gelang ihr im Mai 2025 erneut der Einzug in die norwegischen und schwedischen Charts.

## Auszeichnungen
- 2023: P3 Guld, Nominierung in der Kategorie „Lied des Jahres“ (für Syrener)[5]
- 2023: Grammis, Nominierung in der Kategorie „Newcomer des Jahres“[6]

## Diskografie

### Alben
- 2025: Kanske lika bra att vi lägger av när vi ligger bra

### EPs
| Jahr | Titel                 | Höchstplatzierung, Gesamtwochen, AuszeichnungChartplatzierungen (Jahr, Titel, Platzierungen, Wochen, Auszeichnungen, Anmerkungen) | Höchstplatzierung, Gesamtwochen, AuszeichnungChartplatzierungen (Jahr, Titel, Platzierungen, Wochen, Auszeichnungen, Anmerkungen) | Anmerkungen                           |
| Jahr | Titel                 | SE | NO | Anmerkungen                           |
| ---- | --------------------- | --- | --- | ------------------------------------- |
| 2023 | Det mesta regnar bort | SE19 (3 Wo.)SE | — | Erstveröffentlichung: 20. Januar 2023 |

### Singles
| Jahr | Titel Album                       | Höchstplatzierung, Gesamtwochen, AuszeichnungChartplatzierungen (Jahr, Titel, Album, Platzierungen, Wochen, Auszeichnungen, Anmerkungen) | Höchstplatzierung, Gesamtwochen, AuszeichnungChartplatzierungen (Jahr, Titel, Album, Platzierungen, Wochen, Auszeichnungen, Anmerkungen) | Anmerkungen                                                   |
| Jahr | Titel Album                       | SE | NO | Anmerkungen                                                   |
| ---- | --------------------------------- | --- | --- | ------------------------------------------------------------- |
| 2022 | Syrener –                         | SE3 ×2Doppelplatin · (35 Wo.)SE | NO6 Gold · (17 Wo.)NO | Erstveröffentlichung: 14. Mai 2021                            |
| 2022 | Syrener –                         | — | NO34 (1 Wo.)NO | Erstveröffentlichung: 20. Juli 2022 Akustikversion, mit Ramón |
| 2022 | Haglar –                          | SE38 (8 Wo.)SE | — | Erstveröffentlichung: 2. September 2022 mit Björn Holmgren    |
| 2023 | Det mesta regnar bort Måndagsbarn | SE19 (3 Wo.)SE | — | Erstveröffentlichung: 20. Januar 2023                         |
| 2023 | Måndagsbarn –                     | SE70 (2 Wo.)SE | — | Erstveröffentlichung: 28. April 2023                          |
| 2023 | Kommer aldrig förlora –           | SE52 (1 Wo.)SE | — | Erstveröffentlichung: 25. August 2023 mit Hanna Ferm          |
| 2023 | Fan va dyrt –                     | SE89 (1 Wo.)SE | — | Erstveröffentlichung: 6. Oktober 2023                         |
| 2025 | Ekko –                            | SE9 (… Wo.)SE | NO2 (… Wo.)NO | Erstveröffentlichung: 9. Mai 2025 mit Golfklubb               |

Weitere Singles
- 2020: Visa vid vindens ängar
- 2021: Foreverland
- 2021: Jack & Rose
- 2022: Vågen
- 2022: Allt som är bra tar slut
- 2022: Alle roser (mit Sebastian Zalo)
- 2022: En station ifrån
- 2023: Julia
- 2023: Resten av vårt liv
- 2024: Trött på det
- 2024: En katt som jag
- 2024: Dina armar
- 2024: Øver tak & neon
- 2025: Push Pull
- 2025: Sista ordet
- 2025: 112